# Ctenitis buchholzii
Ctenitis buchholzii là một loài thực vật có mạch trong họ Dryopteridaceae. Loài này được (Kuhn) Alston miêu tả khoa học đầu tiên năm 1956.